# Rubeosi de l'iris
La rubeosi de l'iris o rubeosi iridiana o rubeosis iridis és un trastorn de l'iris de l'ull en què es produeixen vasos sanguinis (és a dir, una neovascularització) anormals en la superfície de l'iris.

## Fisiopatologia
En general s'associa amb processos de malalties en la retina, que impliquen la retina cada vegada falta d'oxigen (isquèmia). La retina isquèmica allibera una varietat de factors, el més important dels quals és l'FCEV. Aquests factors estimulen la formació de nous vasos sanguinis (angiogènesi). Desafortunadament, aquests nous vasos no tenen les mateixes característiques que els vasos sanguinis formats originalment a l'ull.

## Causes
S'associa freqüentment amb la diabetis mellitus en la retinopatia diabètica proliferativa avançada. Altres condicions que causen la rubeosi inclouen l'oclusió de la vena central de la retina, la síndrome d'isquèmia ocular, i la crònica d'un despreniment de retina.